# Salón Blanco

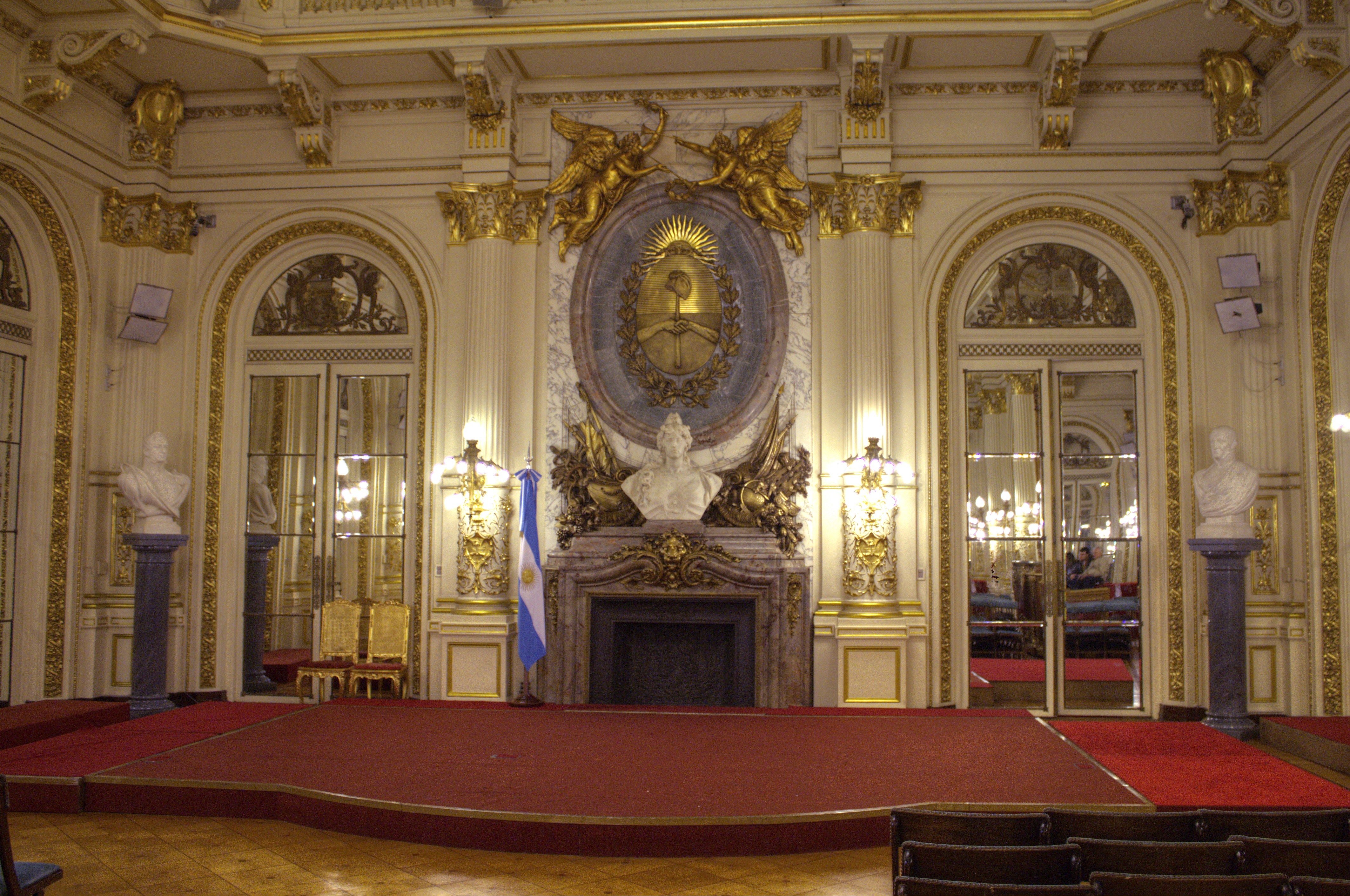
Fachada del Salón Blanco.

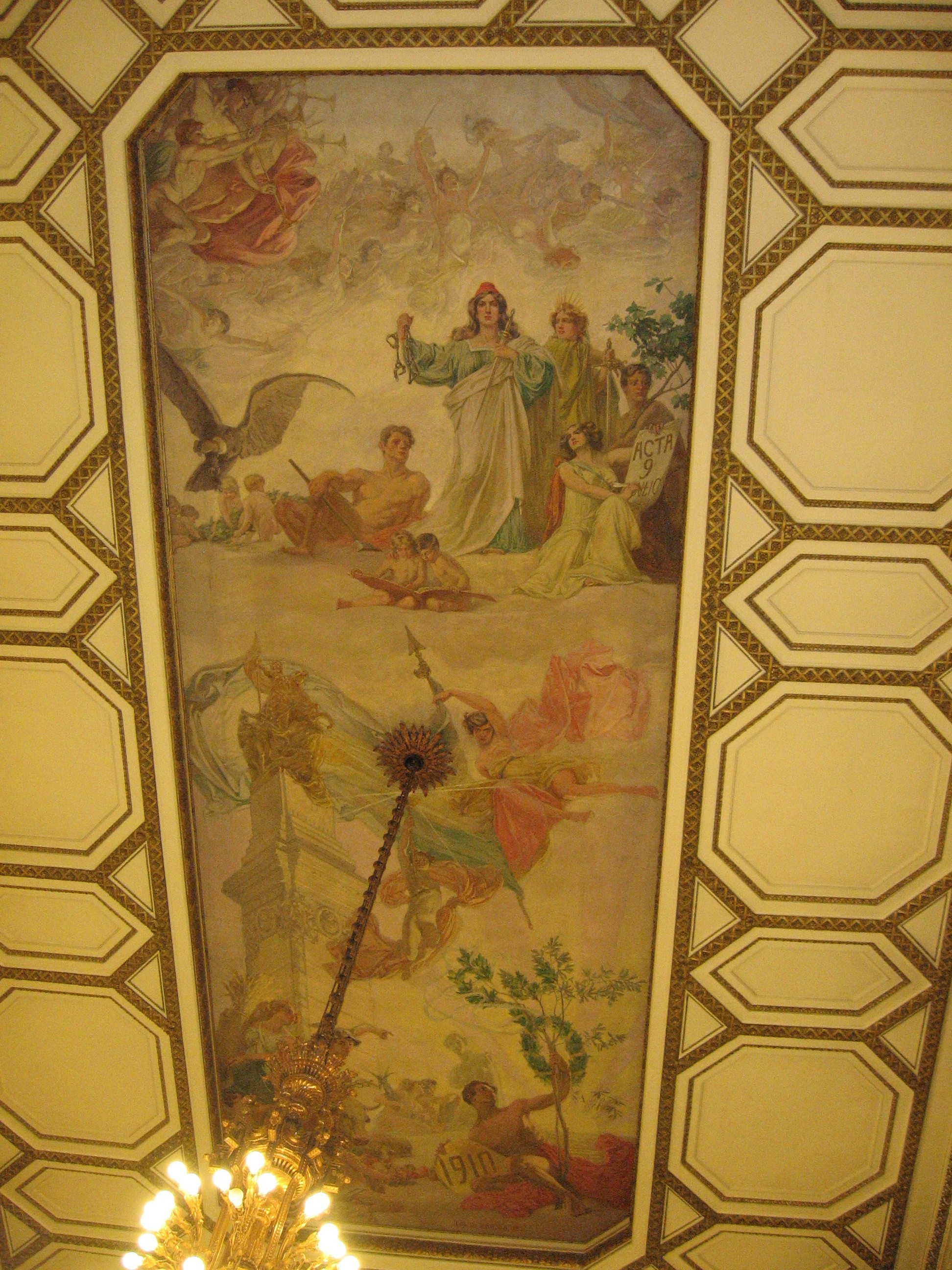
Pintura sobre tela en el techo del Salón Blanco de la Casa Rosada, con alegorías a la revolución de Mayo y la declaración de independencia de 1816.

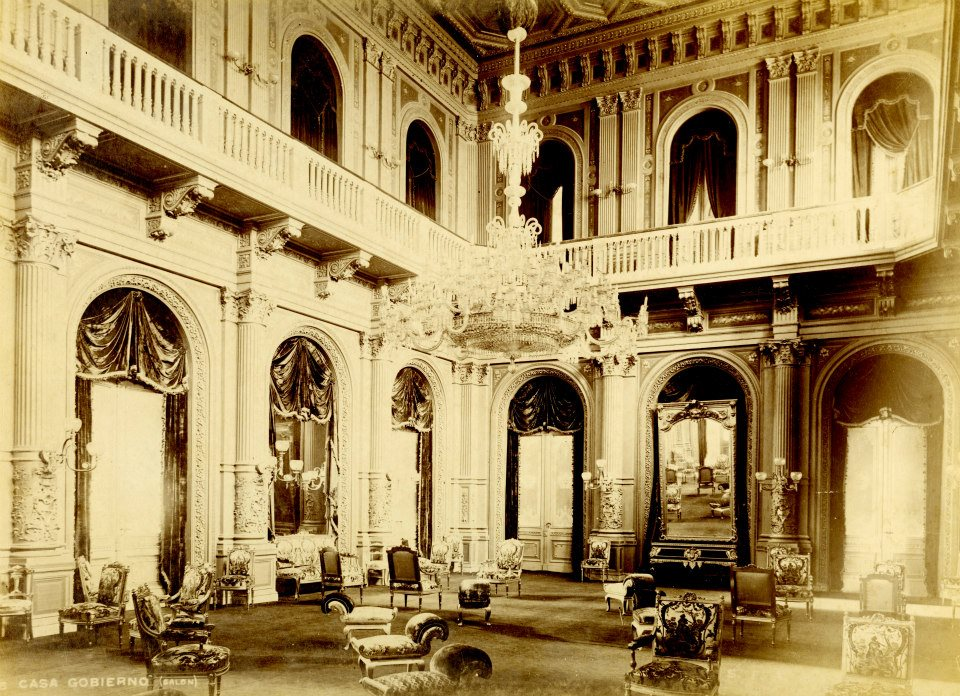
Salón de espera, hoy Salón Blanco. c 1898

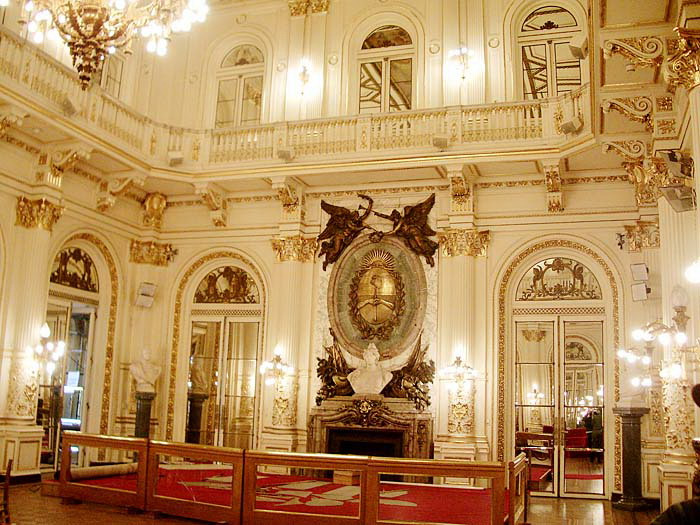
Otra vista del Salón Blanco

El Salón Blanco es una habitación ubicada en el primer piso de la Casa Rosada en Buenos Aires, Argentina.
En él se realizan los actos de gobierno de  trascendencia, incluyendo en 2015 el traspaso de los atributos de mando: la banda presidencial y el bastón presidencial A pesar de que la Constitución Nacional establece en su artículo 93: "Al tomar posesión de su cargo el presidente y vicepresidente prestarán juramento, en manos del presidente del Senado y ante el Congreso reunido en Asamblea...". en la práctica esto no se cumple y generó polémica en el traspaso de mando en diciembre de 2015 
También se realizan las ceremonias del Juramento de los Ministros y Secretarios de Estado; las presentaciones de Cartas Credenciales de los Embajadores extranjeros, acreditados en la Argentina; las recepciones de invitados especiales; las firmas de tratados internacionales; los discursos y mensajes de mayor trascendencia, dirigidos por el presidente de la Nación y ocasionalmente, ante el fallecimiento de personalidades de relevancia nacional, como salón velatorio.

## Arquitectura y decoración
El testero del Salón presenta un importante frente ornamental en forma de chimenea, sobre la que se encuentra emplazada la tradicional escultura que representa el busto de la Patria, obra del artista italiano Ettore Ximenes y realizada en mármol de Carrara. 

Arriba del busto se encuentra el Escudo Nacional en bronce, sobre placa de mármol. Coronándolo, se ven dos ángeles realizados en madera patinada, cuyas manos sostienen trompetas de gloria. Todo este conjunto ornamental fue comprado a la Casa Forest de París en el año del Centenario.
Originalmente aparece mencionado este recinto como “Salón de recepciones”. En él se realizan los actos de gobierno de mayor trascendencia.

La cabecera o testero del salón, presenta un importante frente ornamental en forma de chimenea, sobre la cual se encuentra el busto de la República, obra del artista italiano Ettore Ximenes, en mármol de Carrara, y el Escudo Nacional realizado en bronce sobre placas de mármol; remata el conjunto un par de ángeles que sostienen trompetas de gloria, elaborados en madera patinada. 

Flanquean este conjunto ornamental dos bustos, a la izquierda, se encuentra el busto del General San Martín, hecho por el filipino Félix Pardo de Tavera. Desde el 4 de agosto de 1993, y a la derecha del conjunto ornamental, está colocado el busto del General Manuel Belgrano, realizado por el escultor argentino Juan Carlos Ferraro.

El techo presenta una pintura del italiano Luis de Servi  que conmemora dos momentos claves de nuestra historia: la Revolución de Mayo (1810)  y la Declaración de la Independencia (1816).

Del centro del salón pende una araña  que con sus 456 lámparas encendidas, realzan las molduras, trabajadas con la técnica de "dorado a la hoja". Es importante destacar que en 1903 se colocó el actual piso de roble de Eslavonia, traído desde Bruselas (Bélgica).

## Réplica
Existe una réplica exacta del Salón Blanco de la Casa Rosada, que se encuentra en el barrio de Belgrano (Ciudad de Buenos Aires) y que por una ley de 1998 es Monumento Histórico Nacional. Fue inaugurado el 27 de octubre de 1951 como parte de lo que fue la Ciudad Estudiantil que promovió y construyó la Fundación Eva Perón. Y junto al gran salón, otra habitación histórica: una copia de lo que entonces era el despacho presidencial de la Casa Rosada.
La Ciudad Estudiantil “Presidente Juan Perón” ocupaba cuatro hectáreas enmarcadas por las actuales calles Echeverría, Dragones, Blanco Encalada y Ramsay

## Otras celebraciones
- En el salón blanco fue realizado por disposición del entonces presidente Carlos Menem el velatorio del quíntuple campeón de Fórmula 1 Juan Manuel Fangio luego de su muerte acaecida el 17 de julio de 1995.
- En el salón blanco de la Casa Rosada este se realizó la cena por el bicentenario junto presidentes latinoamericanos.
- En el salón blanco también ha sido frecuente, la realización de conciertos públicos conocidos como ciclo “Música en el salón Blanco”, Durante la presidencia de Néstor Kirchner se realizó el ciclo “Música en el salón Blanco”, con el objetivo de promover intérpretes argentinos y premiar la trayectoria de los que han llevado la música de nuestro país por el mundo.[7][8][9][10]